# Hypacrosaurus
Hypacrosaurus är ett dinosauriesläkte som levde i nuvarande USA och Kanada för mellan 75 och 66 miljoner år sedan, under sen krita. Det var en växtätare. 
Längden var ungefär 9 meter och höjden ungefär 5,5 meter om den stod på bakbenen. Ungarna var mycket mindre än deras fäder, inte längre än 60 cm. 
På 1940-talet återfanns skelett som kunde ha tillhört detta djur, bortsett från att skallarna var mindre. Man gav därför dessa skelett namnet Cheneosaurus. Långt senare kom forskarna dock fram till att det faktiskt rörde sig om unga medlemmar av rasen Hypacrosaurus som hade huvuden som helt enkelt inte hade utvecklats till fullo. 
Den är mycket lik dinosaurien Corythosaurus: de har nästan samma kroppsbyggnad, men benkammen är inte lika hög på Corythosaurus. Båda dessa raser levde samtidigt och i samma områden. 